# تغيير اللعبة (فلم)
تغيير اللعبة (بالإنجليزية: Game Change) هو فيلم دراما تم إنتاجه في الولايات المتحدة سنة 2012 . وهذا الفيلم من بطولة جوليان مور ووودي هارلسون وإد هاريس.

## روابط خارجية
- مقالات تستعمل روابط فنية بلا صلة مع ويكي بيانات